# قرية صيد
تقع قرية الصيد (بالإنجليزية: Fishing village)‏ عادة بالقرب من منطقة الصيد، يعتمد اقتصادها على صيد الأسماك وحصاد المأكولات البحرية. القارات والجزر حول العالم لها خطوط ساحلية يبلغ مجموعها حوالي 356000 كيلومتر (221000 ميل). منذ العصر الحجري الحديث، كانت هذه السواحل، وكذلك شواطئ البحيرات الداخلية وضفاف الأنهار، تتخللها قرى الصيد. معظم قرى الصيد الباقية تقليدية.